# La fea sin rival
La fea sin rival (en chino mandarín: 丑女无敌, en pinyin: Chǒu Nǚ Wúdí) es una telenovela china adaptación de la exitosa telenovela colombiana original Yo soy Betty, la fea. 
El personaje principal es Lin Wu Di, que es una mujer poco atractiva pero inteligente, que comienza a trabajar en Concept donde el nuevo presidente es Fei Nan. Lin tiene que soportar constantemente los insultos y desprecios de sus compañeros de trabajo, especialmente de la secretaria Pei Na y Qian Pei. Fue transmitida por primera vez en Hunan Satellite TV el 28 de septiembre de 2008. Su franja horaria es de lunes a viernes a las 17:00.

## Sinopsis
Lin Wu Di es una muy inteligente y gran estudiante que no pueden conseguir una entrevista de trabajo debido a su fea apariencia. Debido a su familia y a los problemas financieros que pasa esta ella no tiene otra opción que seguir adelante y continuar enviando solicitudes. 
De repente, Concept, la empresa de publicidad más importante de China pide que ella vaya a una entrevista para el puesto de secretaria para el nuevo presidente. Sin embargo, su competidora principal en el puesto es la bella y sexy Pei Na, que es la mejor amiga de Qian Pei quien es novia de Fei Nan, el nuevo presidente. Al final Pei gana el puesto de secretaria y Lin el de asistente.

## Reparto
- Li Xin Ru (李欣汝) como Lin Wu Di
- Liu Xiao Hu (刘晓虎) como Fei De Nan
- Mao Jun Jie (毛俊杰) como Pei Na
- Li Xin Yi (李芯逸) como Li An Qian
- Deng An Qi (邓安奇) como Lei Jia
- Wang Ce (王策) como Li An Rui
- Wu Qi Jiang (吴其江) como Wu Yong
- Wang Kai (王凯) como Chen Jia Ming
- Liu Xiao Ye (刘晓晔) como Su Lei
- Wen Meng Yang (文梦洋) como Xiao Ai
- Liu Xin (刘鑫) como Ma Sha Sha
- Han Li (韩立) como Tang Ya Jun
- Bai Yu Juan (白玉娟) como Luo Lan
- Zhang Ya Fei (张亚飞) como Zhang Ling
- Nuo Lu (鲁诺) como Xiao Wu
- Chen Yang (陈扬) como Li An Na
- Li Xiang (李响) como Zhang Qiang
- Li Xin Tong (李心彤) como Gu Xiao Yin
- Zhang Shu (张姝) como Fan Chun Hua
- Qi Ji (戚迹) como Du Wei Dong

## Producción
- Guionistas: Han Yang, Shi Zhan, Zhang Fen, Li Ming, Guang Li, Zhu Qing, Lin Zhong Hua, Fernando Gaitán (autor original).
- Productores: Yu Yan Ming , Wen Feng , Yu Zi Largo.
- Director: Zhang Feng.

- Datos: Q5966679